# Lijst van afkortingen in de informatica
Hieronder staat een lijst van afkortingen die gebruikt worden in de informatica.

## A
| Afkorting | Betekenis(sen)                                                                                       |
| --------- | --- |
| @         | at-teken of apenstaart, @-teken                                                                      |
| AAA       | Authentication, Authorization en Accounting                                                          |
| AAC       | Advanced Audio Coding                                                                                |
| AAL       | ATM Adaption Layer                                                                                   |
| AARP      | AppleTalk Address Resolution Protocol                                                                |
| ABI       | application binary interface                                                                         |
| ABIOS     | Advanced BIOS                                                                                        |
| ACF/NCP   | Advanced Communications Function/Network Control Program                                             |
| ACF       | Application Configuration File                                                                       |
| ACGI      | Asynchronous CGI                                                                                     |
| ACK       | Acknowledge                                                                                          |
| ACL       | Appletalk Class Library                                                                              |
| ACL       | access control list                                                                                  |
| ACPI      | advanced configuration and power integration                                                         |
| ACR       | Allowed Cell Rate                                                                                    |
| AD        | Active Directory                                                                                     |
| ADC       | analog-to-digital converter of Apple Display Connector                                               |
| ADF       | Automatic Document Feeder of Automated Document Factory                                              |
| ADO       | ActiveX Data Objects                                                                                 |
| ADPCM     | adaptive differential pulse-code modulation                                                          |
| ADSI      | Active Directory Services Interface                                                                  |
| ADSL      | asymmetric digital subscriber line                                                                   |
| ADSP      | AppleTalk Data Stream Protocol                                                                       |
| ADSU      | ATM DSU                                                                                              |
| AES       | Advanced Encryption Standard                                                                         |
| AF        | Anisotropische Filtering                                                                             |
| AFP       | AppleTalk Filing Protocol, Advanced Functions Presentations                                          |
| AFR       | alternate frame rendering                                                                            |
| AGP       | accelerated graphics port                                                                            |
| AH        | Authentication Header                                                                                |
| AI        | artificiële intelligentie                                                                            |
| AIF       | Auto Increment Field                                                                                 |
| AIFF      | Audio Interchange File Format                                                                        |
| AIM       | AOL Instant Messenger                                                                                |
| AIO       | Asynchronous Input/Output                                                                            |
| AIT       | Advanced Intelligent Tape                                                                            |
| AJAX      | Asynchronous JavaScript And XML                                                                      |
| Algol     | Algorithmic Language (programmeertaal)                                                               |
| ALU       | arithmetic/logic unit                                                                                |
| AMP       | asymmetric multiprocessing                                                                           |
| AMR       | audio/modem riser                                                                                    |
| AMU       | Address Management Unit                                                                              |
| ANSI      | American National Standards Institute                                                                |
| AOCE      | Apple Open Collaboration Environment                                                                 |
| AODI      | Always On/Dynamic ISDN                                                                               |
| AP        | access point                                                                                         |
| API       | application programming interface                                                                    |
| APM       | advanced power management, Application Performance Management                                        |
| APON      | ATM Passive Optical Network                                                                          |
| APP       | Asynchronous Pluggable Protocal                                                                      |
| ARAP      | AppleTalk Remote Access Protocol                                                                     |
| ARD       | Apple Remote Desktop                                                                                 |
| ARM       | Asynchronous Response Mode                                                                           |
| ARP       | address resolution protocol                                                                          |
| ARPC      | Asynchrone Remote Procedure Call                                                                     |
| ARQ       | automated repeat request                                                                             |
| ASAM      | ATM Subscriber Access Multiplexer                                                                    |
| ASC       | Apple Sound Chip                                                                                     |
| ASCII     | American Standard Code for Information Interchange                                                   |
| ASF       | Advanced Streaming Format                                                                            |
| ASF       | Auto Sheet Feeder                                                                                    |
| ASIC      | application-specific integrated circuit                                                              |
| ASIP      | AppleShare IP                                                                                        |
| ASP       | AppleTalk Session Protocol, Active Server Pages, Application Service Provider, Auxiliary Signal Path |
| ASPI      | advanced SCSI programming interface                                                                  |
| ASR       | automatic system recovery                                                                            |
| AST       | Automatic Spanning Tree                                                                              |
| ASV       | Advanced Super View                                                                                  |
| AT&T      | geregistreerd handelsmerk van American Telephone and Telegraph Company                               |
| AT        | Advanced Technology                                                                                  |
| ATA       | Advanced Technology Attachment                                                                       |
| ATAG      | Authoring Tool Accessibility Guidelines                                                              |
| ATAPI     | Advanced Technology Attachment Packet Interface                                                      |
| ATC       | Advanced Transfer Cache                                                                              |
| ATL       | Active Template Library                                                                              |
| ATLAP     | AppleTalk Link Access Protocol                                                                       |
| ATM       | Adobe Type Manager, asynchronous transfer mode                                                       |
| ATRAC     | Adaptive TRansform Acoustic Coding                                                                   |
| ATU-C     | ADSL Transmission Unit at Central Office                                                             |
| ATU-R     | ADSL Transmission Unit for Resident                                                                  |
| AU        | Access Unit                                                                                          |
| AUI       | Attachment Unit Interface                                                                            |
| AURP      | AppleTalk Update-Based Routing Protocol                                                              |
| AV        | Access Violation, Anti-Virus                                                                         |
| AVC       | Advanced Video Coding                                                                                |
| AVI       | Audio Video Interleaved (zie ook extensie .avi)                                                      |
| AVM       | ATM Voice Multiplexer                                                                                |
| AWT       | abstract windowing toolkit                                                                           |

## B
| Afkorting | Betekenis(sen)                                  |
| --------- | ----------------------------------------------- |
| BASIC     | Beginners All-purpose Symbolic Instruction Code |
| BCC       | blind carbon copy                               |
| BCD       | binary-coded decimal                            |
| BBS       | bulletin board system                           |
| BIOS      | basic input/output system                       |
| bit       | binary digit                                    |
| BLOB      | binary large object                             |
| BMP       | extensie van een bitmapafbeelding               |
| BNIX      | Belgian National Internet eXchange              |
| BPM       | Business Process Management                     |
| BU        | business unit                                   |

## C
| Afkorting | Betekenis(sen)                                                                                         |
| --------- | --- |
| ©         | copyright                                                                                              |
| CAD       | computer-aided design                                                                                  |
| CAM       | Computer-aided manufacturing                                                                           |
| CBR       | constant bit-rate                                                                                      |
| CBT       | computer-based training                                                                                |
| CC        | carbon copy, copy conform, Control Class                                                               |
| CCD       | charge-coupled device                                                                                  |
| CCS7      | Common Channel Signalling System nr. 7                                                                 |
| cd        | compact disc                                                                                           |
| CDMA      | code-division multiple access; een digitale cellulaire technologie                                     |
| cd-rom    | compact disc read-only memory; cd-romstation                                                           |
| CLOB      | character large object                                                                                 |
| CMOS      | complementary metal oxide semiconductor                                                                |
| COBOL     | COmmon Business Oriented Language                                                                      |
| codec     | coder/decoder                                                                                          |
| CPU       | central processing unit                                                                                |
| CMS       | contentmanagementsysteem                                                                               |
| CRM       | customer relationship management, een softwarepakket voor het beheren van klantgegevens en interacties |
| CRT       | cathode ray tube, CRT-beeldscherm                                                                      |
| CSS       | Cascading Style Sheets                                                                                 |
| CT        | computertomografie                                                                                     |
| cve       | centrale verwerkingseenheid                                                                            |

## D
| Afkorting  | Betekenis(sen) |
| ---------- | --- |
| D-8        | Developing 8 |
| DAC        | digital-to-analog converter                                                                                        |
| DAL        | Data Access Layer                                                                                                  |
| DAO        | Data Access Objects                                                                                                |
| dat        | digital audio tape                                                                                                 |
| DAT        | Differentiële Aanleg Testserie                                                                                     |
| db         | Database, gegevensbank of databank                                                                                 |
| DBMS       | databasemanagementsysteem                                                                                          |
| DD         | Double Density |
| DDR        | DDR SDRAM Double Data Rate                                                                                         |
| DHCP       | Dynamic Host Configuration Protocol; DHCP-servers                                                                  |
| DHTML      | Dynamic HyperText Markup Language                                                                                  |
| DIMM-sleuf | dual in-line memory module                                                                                         |
| DKIM       | DomainKeys Identified Mail                                                                                         |
| DMA        | Direct Memory Access                                                                                               |
| DNS        | Domain Name System of name-server (vertaling van URL'S naar IP-adressen)                                           |
| DPOF       | Digital Print Order Format                                                                                         |
| DPI        | Dots per inch |
| DOS        | disk operating system                                                                                              |
| DDOS       | Distributed Denial of Service Attack                                                                               |
| DPCM       | Differential PCM                                                                                                   |
| DRM        | Digital rights management, digitaal rechtenbeheer; Direct Rendering Manager, een component van Unixachtige kernels |
| DSLAM      | Digital Subscriber Line Access Multiplexer                                                                         |
| DSL        | Domain-Specific Language                                                                                           |
| DSSSL      | Document Style Semantics and Specification                                                                         |
| DTD        | document type definition                                                                                           |
| dtp        | desktoppublishing                                                                                                  |
| dvd        | digital versatile disk                                                                                             |
| Dvd        | Digital Video Disc                                                                                                 |
| DVI        | Digital Video Interface                                                                                            |
| DWR        | Direct Web Remoting                                                                                                |

## E
| Afkorting | Betekenis(sen)                                                                 |
| --------- | ------------------------------------------------------------------------------ |
| EAI       | enterprise application integration                                             |
| EB        | exabyte                                                                        |
| EBCDIC    | extended binary-coded decimal interchange code                                 |
| EiB       | exbibyte of European Installation Bus, een domoticastandaard                   |
| ELT       | Emergency Locator Transmitter                                                  |
| e-mail    | electronic mail, elektronische post; e-mailadres                               |
| EMS       | Enhanced Messaging Service                                                     |
| ENIAC     | Electronic Numerical Integrator And Calculator                                 |
| EPROM     | erasable programmable read-only memory                                         |
| ERP(S)    | enterprise resource planning (System) veelal administratie- & boekhoudsoftware |
| ESB       | enterprise service bus                                                         |
| ESP       | electronic stability program                                                   |
| Exif      | Exchangeable image file format                                                 |
| Ext2      | Second extended file system                                                    |

## F
| Afkorting | Betekenis(sen)                                                                                 |
| --------- | ---------------------------------------------------------------------------------------------- |
| FAQ       | frequently asked questions                                                                     |
| FAT       | File Allocation Table                                                                          |
| fax       | telefacsimile                                                                                  |
| FF        | Firefox (webbrowser); Fast Forward (audio/video: snel vooruit spoelen, vaak >> )               |
| FHS       | Filesystem Hierarchy Standard voor bestandssystemen, een onderdeel van de Linux Standard Base  |
| Fifo      | First in - first out                                                                           |
| FLAC      | compressietechniek om audio op te slaan                                                        |
| FLOPS     | floating point operations per second (zwevendekommabewerkingen per seconde).                   |
| FPU       | Floating-point unit                                                                            |
| FSB       | front-side bus                                                                                 |
| FTP       | file transfer protocol, basis-internetfunctie voor uitwisseling van bestanden tussen computers |
| FTPS      | FTP over SSL, veiliger uitvoering van FTP                                                      |
| fte       | fulltime-equivalent (eenheid van werktijd)                                                     |

## G
| Afkorting | Betekenis(sen) |
| --------- | --- |
| Gb        | gigabit 109 bits. De bit is de kleinste eenheid van informatie.                                                                               |
| GB        | gigabyte 109 bytes, een eenheid van elektronische informatie                                                                                  |
| GHz       | gigahertz |
| GiB       | gibibyte. Een gibibyte is gelijk aan 230 bytes (1.073.741.824 bytes), terwijl een gigabyte 109 bytes (1.000.000.000 of een miljard bytes) is. |
| GIS       | Geografisch informatiesysteem |
| GMT       | Greenwich Mean Time |
| GPRS      | general packet radio service |
| gps       | global positioning system |
| GRUB      | (GRand Unified Bootloader) is een opstartprogramma voor een computer                                                                          |
| gsm       | global system for mobile communications; (Groupe Spéciale Mobile)                                                                             |

## H
| Afkorting | Betekenis(sen)                                                                                    |
| --------- | ------------------------------------------------------------------------------------------------- |
| hd        | High Density / high definition                                                                    |
| hd        | harddisk, harde schijf                                                                            |
| HDMI      | high-definition multimedia interface                                                              |
| HDSL      | High-speed Digital Subscriber Line                                                                |
| HP        | Hewlett Packard Hewlett-Packard Company; HP LaserJet; Hit Points, in computerrollenspellen        |
| HREELS    | High Resolution Electron Energy Loss Spectroscopy                                                 |
| HRM       | humanresourcesmanagement                                                                          |
| HSDPA     | High-Speed Downlink Packet Access een pakketgeschakelde mobiele (data)communicatiedienst download |
| HSUPA     | High-Speed Uplink Packet Access een pakketgeschakelde mobiele (data)communicatiedienst upload     |
| HTML      | HyperText Markup Language                                                                         |
| HTTP      | HyperText Transfer Protocol                                                                       |
| HUD       | head-up display                                                                                   |
| Hz        | hertz                                                                                             |

## I
| Afkorting | Betekenis(sen)                                                              |
| --------- | --------------------------------------------------------------------------- |
| IBM       | International Business Machines Corporation                                 |
| IC        | integrated circuit                                                          |
| ICT       | informatie- en communicatietechnologie                                      |
| IE        | Internet Explorer, IE10                                                     |
| IHE       | Integrating the Healthcare Enterprise                                       |
| IMAP      | Internet Message Access Protocol                                            |
| IMEI      | international mobile equipment identity                                     |
| Intel     | geregistreerd handelsmerk van Intel Corporation                             |
| I/O       | input/output                                                                |
| IP        | internetprotocol; IP-adres, Internet Protocol-adres                         |
| IPX/SPX   | ?, IPX/SPX-protocollen                                                      |
| IRC       | Internet Relay Chat                                                         |
| IS        | Image Stabilizer                                                            |
| ISDN      | integrated services digital network                                         |
| ISO       | Internationale Organisatie voor Standaardisatie, ISO 13406-2 (certificatie) |
| ISPL      | information services procurement library                                    |
| IT        | informatietechnologie                                                       |

## J
| Afkorting | Betekenis(sen)                                                                                           |
| --------- | --- |
| JDBC      | Java DataBase Connectivity                                                                               |
| jpg       | Dit is een veelvoorkomende bestandsextensie van JPEG. Dit staat voor "joint photographic experts group". |
| JSON      | JavaScript Object Notation, een gestandaardiseerd gegevensformaat                                        |

## K
| Afkorting | Betekenis(sen) |
| --------- | -------------- |
| kB        | kilobyte       |
| kHz       | kilohertz      |
| KiB       | kibibyte       |

## L
| Afkorting | Betekenis(sen)                                              |
| --------- | ----------------------------------------------------------- |
| LAME      | opensource MP3-encoder                                      |
| LAN       | local area network                                          |
| lcd       | liquid-crystal display, lcd-scherm                          |
| led       | light emitting diode                                        |
| Lotus     | geregistreerd handelsmerk van Lotus Development Corporation |
| Lsb       | Least significant bit                                       |
| LSB       | Linux Standard Base                                         |
| LTSP      | Linux Terminal Server Project                               |

## M
| Afkorting | Betekenis(sen)                                             |
| --------- | ---------------------------------------------------------- |
| MAM       | Mobile Application Management                              |
| MANet     | Mobile ad hoc Network                                      |
| MAPI      | messaging application programming interface                |
| MAU       | Medium Attachment Unit                                     |
| MB        | megabyte                                                   |
| Mbit      | megabit (ook: Mb)                                          |
| MDM       | mobile device management                                   |
| mHz       | millihertz                                                 |
| MHz       | megahertz                                                  |
| midi      | musical instrument digital interface                       |
| MiB       | mebibyte                                                   |
| mLAN      | music Local Area Network                                   |
| MMU       | Memory management unit                                     |
| modem     | modulator-demodulator                                      |
| MOSFET    | metal-oxide-semiconductor field-effect transistor          |
| MP        | magic points, in computerrollenspellen                     |
| MPU       | Memory protection unit                                     |
| MP3       | bestandsformaat om geluid te comprimeren                   |
| MS        | Microsoft                                                  |
| MSC       | Microsoft Common                                           |
| MS-DOS    | Microsoft Disk Operating System                            |
| MSN       | Microsoft Network                                          |
| MSX       | Machines with Software eXchangeability, MicroSoft eXtended |

## N
| Afkorting  | Betekenis(sen) |
| ---------- | --- |
| NAK / NACK | negative acknowledgment of non-acknowledged                                                                               |
| NAT        | network address translation                                                                                               |
| NFC        | near-field communication                                                                                                  |
| NTDS       | New Technology Directory Service                                                                                          |
| NTFS       | New Technology File System                                                                                                |
| NIC        | network interface card Adapterkaart (meestal ethernet) geïnstalleerd in een computer voor een verbinding met het netwerk. |

## O
| Afkorting | Betekenis(sen)                                                       |
| --------- | -------------------------------------------------------------------- |
| OASIS     | Organization for the Advancement of Structured Information Standards |
| ODBC      | Open DataBase Connectivity                                           |
| OE        | Outlook Express                                                      |
| OO        | objectgeoriënteerd                                                   |
| OS        | operating system                                                     |
| OSD       | on-screen display                                                    |

## P
| Afkorting | Betekenis(sen) |
| --------- | --- |
| PAN       | personal area network |
| PB        | petabyte |
| pc        | personal computer |
| PCI       | Peripheral Component Interconnect; Specificatie gebruikt voor adapterkaarten die in computers worden geïnstalleerd.                                        |
| PCL       | printer command language, om printer typografisch aan te sturen; PCL6-printerdriver                                                                        |
| PCM       | pulse-code modulation |
| PCT       | Patent Cooperation Treaty |
| PD        | publiek domein |
| PDF       | portable document format; PDF-indeling |
| PGP       | Pretty Good Privacy; PGP-indeling |
| PHP       | PHP Hypertext Preprocesser; Server-sided scripting taal voor websites                                                                                      |
| PiB       | Pebibyte |
| PID       | Project Initiation Document |
| pin       | persoonlijk identificatienummer; pincode; pinautomaat |
| POST      | Power-on self-test |
| POP       | post office protocol; POP3 Dit is de meest recente versie van een standaardprotocol voor het ontvangen van e-mail. POP4 is een voorgestelde protocolversie |
| POTS      | Publicly Operated Telephony System |
| PS        | PostScript, geregistreerd handelsmerk van Adobe Systems / Adobe Photoshop                                                                                  |
| PSTN      | Public Switched Telephone Network |
| P.T.T.    | Posterijen, Telegrafie, Telefonie |
| PVA       | ?, PVA-paneeltechnologie |
| PVC       | permanent virtual channel, permanent virtual connection, permanent virtual circuit.                                                                        |

## Q
| Afkorting | Betekenis(sen)           |
| --------- | ------------------------ |
| QED       | Quantum Electro Dynamics |

## R
| Afkorting                | Betekenis(sen)                                                                                   |
| ------------------------ | ------------------------------------------------------------------------------------------------ |
| ®                        | geregistreerd                                                                                    |
| RAD                      | rapid application development                                                                    |
| RADIUS                   | remote authentication dial-in user service                                                       |
| RAID                     | redundant array of independent disks, redundant array of inexpensive disks                       |
| RAM                      | random-access memory                                                                             |
| RAM-geheugen             | random-access memory                                                                             |
| RAM-geheugen - FPM       | fast page mode, dynamisch RAM-geheugen (DRAM)                                                    |
| RAM-geheugen - DDR SDRAM | double data rate SDRAM, dynamisch RAM-geheugen (DRAM)                                            |
| RAM-geheugen - RDRAM     | Rambus Dynamic RAM, dynamisch RAM-geheugen (DRAM)                                                |
| RAM-geheugen - EDO       | extended data output, dynamisch RAM-geheugen (DRAM)                                              |
| RAM-geheugen - RIMM      | Rambus Inline Memory Module, dynamisch RAM-geheugen (DRAM)                                       |
| RAR                      | Roshal ARchive, datacompressie-algoritme en extensie van een archiefbestand                      |
| RARP                     | reverse address resolution protocol                                                              |
| RAVeL                    | Réseau Autonome de Voies Lentes                                                                  |
| RDF                      | Resource Description Framework                                                                   |
| RDS                      | radio data system                                                                                |
| RET                      | Resolution enhancement technology                                                                |
| RIS                      | Remote Installation Services                                                                     |
| RISC                     | Reduced instruction set computer                                                                 |
| RGB                      | Rood-Groen-Blauw                                                                                 |
| ROM                      | read-only memory                                                                                 |
| RSI                      | Repetitive strain injury, verzamelnaam voor allerlei lichamelijke klachten, onder andere muisarm |
| rtf                      | rich text format                                                                                 |
| RTFM                     | Read the fucking manual (lees nu toch maar de handleiding)                                       |

## S
| Afkorting | Betekenis(sen)                                                                                   |
| --------- | ------------------------------------------------------------------------------------------------ |
| SCSI      | Small Computer System Interface, verbindingbus voor harde schijven en andere randapparaten       |
| SD        | Synchronous Dynamic / Secure Digital (geheugenkaart)                                             |
| SDH       | synchronous digital hierarchy                                                                    |
| SDHC      | Secure Digital High Capacity                                                                     |
| SDXC      | Secure Digital Extended Capacity                                                                 |
| SEO       | Search Engine Optimization zoekmachineoptimalisatie                                              |
| SFTP      | shielded foiled twisted pair                                                                     |
| SI        | Système International, Internationale Stelsel van Eenheden                                       |
| SIS       | Sociaal Informatiesysteem                                                                        |
| SMTP      | Simple Mail Transfer Protocol                                                                    |
| SNMP      | Simple Network Management Protocol                                                               |
| SOA       | service oriented architecture                                                                    |
| SOC       | system-on-a-chip                                                                                 |
| SOAP      | Aanvankelijk een afkorting voor Simple Object Access Protocol, maar sinds versie 1.2 gewoon SOAP |
| SP2       | Service Pack 2                                                                                   |
| SQL       | Structured Query Language                                                                        |
| SS        | signaling system                                                                                 |
| SSD       | Solid state drive                                                                                |
| SSL       | Secure Sockets Layer                                                                             |
| STP       | shielded twisted pair                                                                            |
| SVC       | switched virtual channel, switched virtual connection                                            |
| SVG       | Scalable Vector Graphics afbeelding formaat, ook bestandsextensie                                |
| Sysop     | system operator                                                                                  |

## T
| Afkorting | Betekenis(sen)                                    |
| --------- | ------------------------------------------------- |
| tab.      | tabel / tabulator                                 |
| TB        | terabyte                                          |
| TCO       | ?, TCO 03, Total cost of ownership                |
| TCP       | Transmission Control Protocol, TCP/IP-protocollen |
| tft       | thin-film transistor, tft-scherm                  |
| TiB       | tebibyte                                          |
| TLS       | Transport Layer Security                          |
| ™         | Trade mark                                        |

## U
| Afkorting | Betekenis(sen) |
| --------- | --- |
| UBR       | Unspecified Bit-Rate                                                                                                  |
| UDP       | User Datagram Protocol                                                                                                |
| UEFI      | Unified Extensible Firmware Interface                                                                                 |
| UMA       | Upper Memory Area |
| UMB       | Upper Memory Blocks                                                                                                   |
| UMTS      | universal mobile telecommunications system                                                                            |
| UPnP      | Universal Plug and Play                                                                                               |
| URL       | uniform resource locator, URL-adres, internetadres                                                                    |
| USB       | universal serial bus; USB; USB 2.0; USB-opslagapparaten; USB-station                                                  |
| UTP       | unshielded twisted pair Kabel met draden om elkaar heen gedraaid, om de interferentie tussen de paren te verminderen. |

## V
| Afkorting | Betekenis(sen)                                              |
| --------- | ----------------------------------------------------------- |
| V         | volt                                                        |
| VBA       | Visual Basic for Applications                               |
| VBR       | variable bit-rate                                           |
| VBS       | Visual Basic Script                                         |
| VC        | virtual channel, virtual connection                         |
| VGA       | video graphics array; VGA-kaart: video graphics accelerator |
| VHDSL     | Very High-speed Digital Subscriber Line                     |
| VIVO      | Video In Video Out                                          |
| VR        | virtuele realiteit                                          |
| VTA       | visual tree assessment                                      |

## W
| Afkorting | Betekenis(sen)                                                                                     |
| --------- | -------------------------------------------------------------------------------------------------- |
| W         | watt                                                                                               |
| WAN       | wide area network                                                                                  |
| WGS 84    | World Geodetic System 1984, coördinaten systeem voor de aarde                                      |
| Widi      | Wireless Display                                                                                   |
| wifi      | Wifi (Fantasie) logo-aanduiding die ten onrechte wordt gezien als afkorting voor wireless fidelity |
| WLAN      | Wireless Local Area Network                                                                        |
| WP        | WordPerfect, geregistreerd handelsmerk van WordPerfect Corporation                                 |
| www       | world-wide web                                                                                     |
| W3        | world-wide web                                                                                     |
| W3C       | World-wide web Consortium                                                                          |
| wysiwyg   | What you see is what you get. Je krijgt wat je ziet.                                               |

## X
| Afkorting | Betekenis(sen)                                                             |
| --------- | -------------------------------------------------------------------------- |
| XHTML     | Extensible HyperText Markup Language                                       |
| XML       | Extensible Markup Language                                                 |
| xmp       | eXtensible Metadata Platform                                               |
| XPS       | XML Paper Specification (in Windows Vista en hoger, vergelijkbaar met PDF) |
| XSD       | XML-Schemadefinitietaal                                                    |
| XSL       | Extensible Stylesheet Language                                             |
| XSL-FO    | XSL Formatting Objects                                                     |
| XSLT      | Extensible Stylesheet Language Transformations                             |

## Y
| Afkorting | Betekenis(sen)             |
| --------- | -------------------------- |
| YAGO      | Yet Another Great Ontology |
| YB        | yottabyte                  |

## Z
| Afkorting | Betekenis(sen) |
| --------- | --- |
| ZB        | zettabyte |
| ZIP       | ZIP (bestandstype), een gecomprimeerd bestand waarin 1 of meer computerbestanden zijn verpakt; Zip (computerspel), een spel voor de Commodore 64 |